# ویلیام اشتین
ویلیام هاوارد اشتین (به انگلیسی: William Howard Stein) (زاده ۲۵ ژوئن ۱۹۱۱ - درگذشته ۲ فوریه ۱۹۸۰)، بیوشیمیست آمریکایی است. او در سال ۱۹۷۲ به همراه استنفورد مور و کریستین آنفینزن برای درک اتصالات موجود میان ساختار شیمیایی و فعالیت کاتالیکی مولکول ریبونوکلئویئک موفق به دریافت جایزه نوبل شیمی شد.